# Зарицький Іван Васильович
Іва́н Васи́льович Зари́цький (24 січня 1929, Глобине — 25 жовтня 2009, Київ) — український художник декоративного скла; член Спілки радянських художників України з 1962 року. Чоловік художниці Сусанни Сміян.

## Життєпис
Народився 24 січня 1929 року в селі Глобиному (нині місто у Кременчуцькому районі Полтавської області, Україна). Упродовж 1946—1948 років навчався у Київському училищі прикладного мистецтва; у 1948—1954 роках — на кафедрі художньої кераміки Львівського інституту прикладного і декоративного мистецтва, де його викладачами були зокрема Йосип Бокшай, Михайло Бєляєв, Тарас Порожняк, Андрій Соболєв. Дипломна робота — порцелянова настільна лампа «Свято врожаю» (керівник Михайло Бєляєв, оцінка — відмінно).
Після здобуття фахової освіти викладав у Львівському інституті прикладного і декоративного мистецтва; протягом 1955—1956 років працював художником Коростенського фарфорового заводу; у 1956—1958 роках — на Львівському склозаводі № 1; з 1959 року — на Київському заводі художнього скла: від 1969 року — головним, у 1989—2001 роках — провідним художником. Член КПРС з 1963 року.
Жив у Києві, будинку на вулиці Жовтневої Революції, № 27/6, квартира № 23, та у будинку на вулиці Теодора Драйзера, № 26, квартира № 171. Помер у Києві 25 жовтня 2009 року.

## Творчість
Працював у галузі художнього скла. Розписував блюда, вази, сервізи; виготовляв декоративні композиції, скульптури, зразки для серійного виробництва. Серед робіт:
декоративні тарелі
- «Кобзар» (1964, кришталь, алмазна грань);
- «На панщині пшеницю жала» (1964, кришталь, алмазна грань);
- «Катерина» (1964, кришталь, алмазна грань);
- «Українські мотиви» (1966);
- «Квіти» (1967);
- «Володимир Ленін» (1970);
- «Троянди» (2006);
- «Лілеї» (2007);

вази
- «Бузок» (1958);
- «Україна» (1963);
- «Слава праці» (1965);
- «Слава Великому Жовтню» (1967);
- «Серп і Молот» (1967);
- «Соняшники» (1968);
- «Володимир Ленін» (1970);
- «Київ» (1977);
- «Київська весна» (1982);
- «Лісова казка» (1974; 1986);
- «Вічна слава героям» (1975);
- «Зимові етюди» (1975);
- «Маки» (1994);

сервізи
- «Весільний» (1974);
- «Святковий» (1976);
- «Весняний» (1977; 1983; 1994);
- «Лісова пісня» (1986);
- «Березень» (1987);
- «Золота осінь» (1988);
- «Смарагд» (1989);

скульптури
- «Одарка і Карась» (1965);
- «Оксана» (1967);
- «Запорожець» (1967);
- «Одарка і Карась» (1967);
- «Рушничок» (1968);

декоративні композиції
- «Сон» (1974; за мотивами поеми «Сон» Тараса Шевченка, 18 предметів);
- «Зимовий етюд» (1974);
- «Зима» (1990);
- «Два кольори» (1991);
- «Квіти України» (1994);
- «Осінь» (1995, кольоровий кришталь);
- «Раз добром нагріте серце вік не прохолоне» (2009);

набори
- «Бойківські мотиви» (1970—1971);
- «Соняшники» (1971);

інше
- чаша «Букет» (1972);
- цикл «Пори року» (1987);
- декоративний об'єм «Рух» (1996, кольоровий кришталь, алмазне гранування);
- декоративний пласт «Тарас Шевченко» (2009).

Брав участь у розписі приміщень Верховної Ради України та Київського вокзалу в Москві.
З 1954 року брав участь у всеукраїнських, всесоюзних та міжнародних мистецьких виставках, зокрема в Італії та Австрії у 1966 році, Чехословаччині та у Всесвітній вистаці у Монреалі у 1967 році, Угорщині у 1973 році. Персональна виставка відбулася у Києві у 1996 році.
Окремі вироби майстра зберігаються у Національному музеї українського народного декоративного мистецтва у Києві, Музеї етнографії та художнього промислу у Львові, Запорізькому, Миколаївському, Чернігівському художніх музеях, Музеї сучасного скла у данському місті Ебельтофті.

## Відзнаки
- Бронзова медаль Міжнародної виставки художнього скла (1954);
- Заслужений художник УРСР з 1974 року;
- Народний художник УРСР з 1983 року;
- Золота, дві срібні, три бронзові медалі ВДНГ СРСР (1983—1988);
- орден «За заслуги» ІІІ ступеня (7 жовтня 2009)[3].